# Conus behelokensis
Espèce
Conus behelokensis est une espèce de mollusques gastéropodes marins de la famille des Conidae.
Comme toutes les espèces du genre Conus, ces escargots sont prédateurs et venimeux. Ils sont capables de « piquer » les humains et doivent donc être manipulés avec précaution, voire pas du tout.

## Description
La taille de la coquille varie entre 34 mm et 65 mm.

## Distribution
Cette espèce marine d'escargot conique se trouve dans l'ouest de l'océan Indien.

## Taxonomie

### Publication originale
L'espèce Conus behelokensis a été décrite pour la première fois en 1989 par le malacologiste français José Lauer (1937-2002) dans la publication intitulée « Rossiniana »,.

### Synonymes
- Conus (Darioconus) behelokensis Lauer, 1989 · appellation alternative
- Conus (Darioconus) rosiae (Monnier, Batifoix & Limpalaër, 2018) · non accepté
- Conus pennaceus behelokensis Lauer, 1989 · non accepté
- Conus rosiae (Monnier, Batifoix & Limpalaër, 2018) · non accepté
- Darioconus behelokensis (Lauer, 1989) · non accepté
- Darioconus behelokensis f. pseudoracemosus Bozzetti, 2012 · non accepté
- Darioconus pseudoracemosus (Bozzetti, 2012) · non accepté
- Darioconus rosiae Monnier, Batifoix & Limpalaër, 2018 · non accepté

## Identifiants taxonomiques
Chaque taxon catalogué par les bases de données biologiques et taxonomiques possède un identifiant qui permet d'établir un point de référence. Les identifiants de Conus behelokensis dans les principales bases sont les suivants :
CoL : XWZ9 - GBIF : 5795759 - IRMNG : 10535216 - 